# Eswaragere, Hiriyur
Eswaragere là một làng thuộc tehsil Hiriyur, huyện Chitradurga, bang Karnataka, Ấn Độ.